# Arts martiaux historiques européens

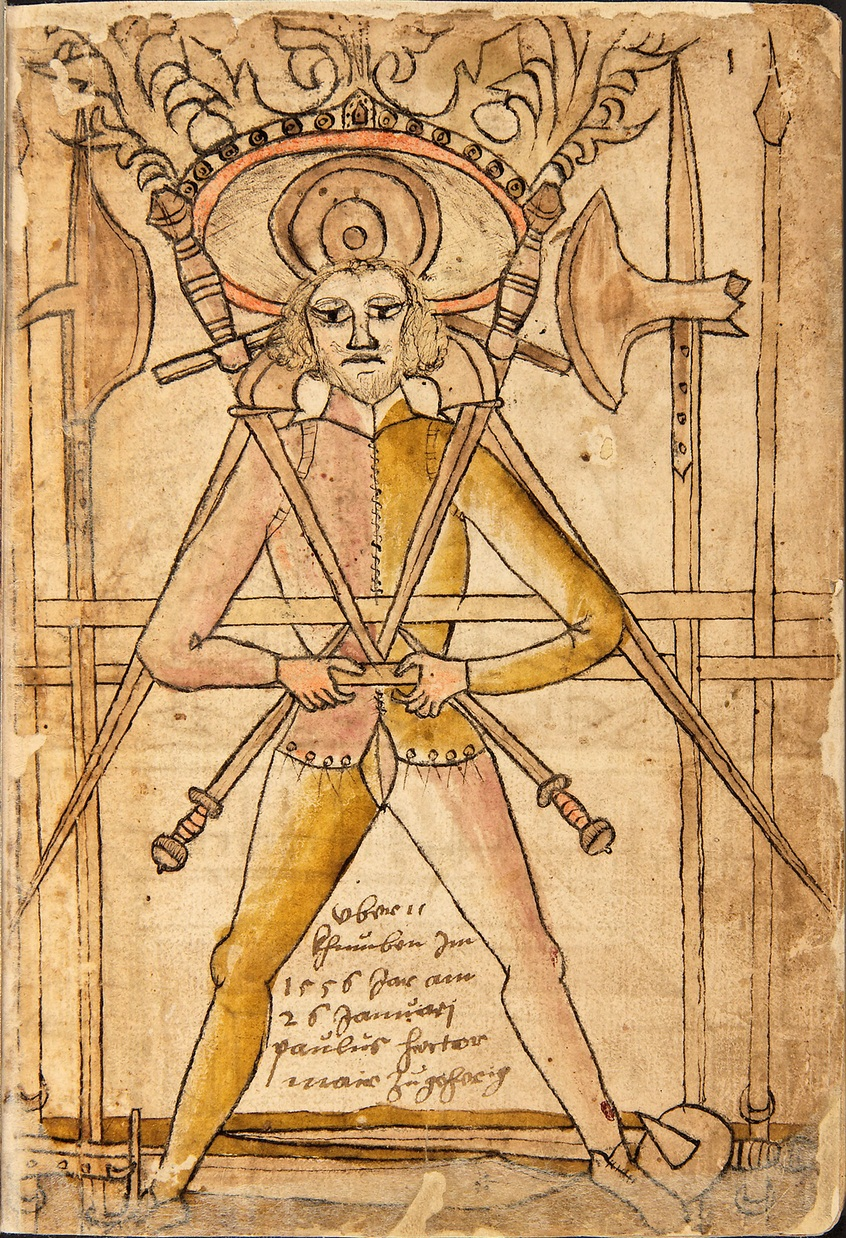
Image issue du manuscrit Augsburg Cod.I.6.4º.2 (Codex Wallerstein), folio 1r, XVe siècle, montrant la diversité des armes que devait maîtriser un chevalier

 (janvier 2012).
Si vous disposez d'ouvrages ou d'articles de référence ou si vous connaissez des sites web de qualité traitant du thème abordé ici, merci de compléter l'article en donnant les références utiles à sa vérifiabilité et en les liant à la section « Notes et références ».
Le terme d'arts martiaux historiques européens (AMHE) désigne à la fois l'ensemble des arts martiaux qui ont existé en Europe et qui sont tombés dans l'oubli, et une démarche de reconstitution de ces arts martiaux, qui est apparue depuis 1990, environ. Cet article couvre le second aspect. Les termes Western martial arts (WMA) (utilisé aux États-Unis), escrime ancienne ou escrime historique, sont parfois utilisés pour désigner la même démarche, dans le second cas en se focalisant plus sur l'escrime et son histoire. Néanmoins le champ des arts martiaux historiques européens est plus large, car il inclut également la lutte, le bâton, les armes d'hast, et d'autres armes plus inhabituelles, telles que le fusil et la baïonnette, la faucille, la pelle de tranchée...
Des reconstitutions modernes de certains de ces arts ont commencé à apparaître vers 1890 et sont aujourd'hui pratiqués de manière systématique depuis les années 1990.

## Histoire des arts martiaux européens
L'histoire des arts martiaux européens, depuis leur naissance que l'on peut situer durant l'Antiquité, jusqu'à aujourd'hui, est extrêmement riche ; elle ne sera pas détaillée ici. Il n'y a que peu de documentation concernant les arts martiaux pratiqués durant l'antiquité (comme la lutte gréco-romaine ou la gladiature) ; le premier traité d'escrime en tant que tel ne date que du début du XIVe siècle. Cependant, il y a une vaste quantité de traités datant de la fin du Moyen-Âge et du début de la période moderne ; pour cette raison, le domaine d'intérêt principal des AMHE est de fait le demi-millénaire allant d'environ 1300 à 1800, où l'on distingue une forte contribution germanique et italienne qui s'est développée durant la fin du Moyen-Âge et la Renaissance, suivie par des écoles espagnoles, françaises, anglaises et écossaises d'escrime durant la période moderne. Des arts martiaux du XIXe siècle, comme l'escrime classique, ou bien des styles hybrides comme le bartitsu, peuvent également être inclus dans le champ d'application des AMHE, tout comme des formes traditionnelles ou folkloriques de combat attestées au XIXe siècle et au début du XXe siècle, incluant des types de lutte ou de combat au bâton, ou l'escrime au fusil et à la baïonnette.

## Histoire de la démarche de reconstitution des arts martiaux historiques européens
Les premiers balbutiements de cette approche remontent à la fin du XIXe siècle, par exemple par le travail de l'anglais Alfred Hutton. Cependant, le réel développement de cette démarche est concomitant à l'apparition d'Internet, qui a favorisé l'accès et la diffusion de traités anciens numérisés par les grandes bibliothèques nationales et régionales, ainsi que les échanges entre passionnés dans le monde entier par le biais de sites web et de forums. 

### Balbutiements de la démarche

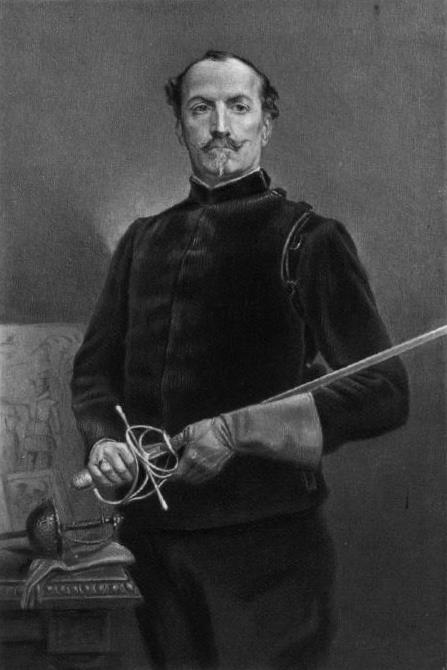
Gravure représentant Alfred Hutton

En France, la Savate fait office de précurseur au début du XIXe siècle, suivant le Premier Empire. Issue de l'école française d'escrime, elle est premièrement théorisée à partir de gestuelles mêlant le chausson marseillais, la canne de combat, la boxe et le vocabulaire de l'escrime, notamment par Michel Casseux et Charles Lecour, avant le milieu du siècle.
À la fin du XIXe siècle, des tentatives ont lieu pour reconstruire les systèmes de combat européens qui ont été oubliés. Ces tentatives sont nées d'un certain intérêt pour le Moyen-Âge, parallèle au mouvement culturel du Romantisme et du nationalisme romantique dans divers pays européens. C'est au Royaume-Uni, avec Alfred Hutton (soldat, écrivain, antiquaire et escrimeur), que ce mouvement commence.
Hutton apprend l'escrime dans la salle d'armes fondée par le grand maître d'armes italien du XVIIIe siècle, Domenico Angelo. En 1862, il organise pour son régiment stationné en Inde, le Cameron Fencing Club, pour lequel il prépare un livret de 12 pages intitulé Swordsmanship (dont une traduction possible, ne rendant pas toutes les nuances, est "l'escrime").
En revenant d'Inde en 1865, Hutton se concentre sur l'étude et la reconstitution de styles d'escrime anciens. Dans les années 1880, il commence ensuite à enseigner à des groupes d'élèves l'art de l'escrime ancienne, dans un club rattaché au London Rifle Brigade School of Arms. En 1889, Hutton publie son traité le plus connu, Cold Steel: A Practical Treatise on the Sabre, qui présente la méthode historique pour tirer au sabre militaire à pied, en combinant la méthode anglaise du XVIIIe siècle avec la méthode italienne pour le sabre de duel.
Peu à peu, Hutton commence à reconstituer les méthodes de maîtres classiques tels qu'Achille Marozzo et George Silver. Il donne de nombreuses démonstrations pratiques avec son ami Egerton Castle (en) durant les années 1890, à la fois pour des dîners de charité pour des organisations militaires et pour encourager le développement de l'escrime sportive, en particulier au Bath Club et à Guy’s Hospital (en).
Plusieurs personnes connues dans le domaine de l'histoire de l'escrime ont côtoyé Hutton, comme Egerton Castle (en), Captain Carl Thimm, Colonel Cyril Matthey, Captain Percy Rolt, Captain Ernest George Stenson Cooke, Captain Frank Herbert Whittow, l'actrice Esme Beringer, Sir Frederick et Walter Herries Pollock (en). Cependant avec la mort de Hutton en 1910, l'intérêt pour l'escrime ancienne diminue grandement durant la majeure partie du XXe siècle.
Des travaux similaires, mais plus académiques que pratiques, ont lieu dans d'autres pays d'Europe. En Allemagne, Karl Wassmannsdorf mène des recherches sur l'école allemande d'escrime et Gustav Hergsell réédite trois manuels de Hans Talhoffer. L'Académie d'Armes de France mène également des recherches entre 1880-1914. En Italie, Jacopo Gelli et Francesco Novati (en) publient une copie du Flos Duellatorum de Fiore dei Liberi, et le livre de Giuseppe Cerri sur le Bastone (bâton) s'inspiré des sections sur l'espadon du traité d'Achille Marozzo. La bibliographie du Baron Leguina sur l'escrime espagnole reste toujours un standard aujourd'hui.
Au cours du XXe siècle, une petite communauté de chercheurs, principalement des historiens ayant un accès aux sources, continuent à explorer le domaine des AMHE, principalement avec une approche académique. En 1972, James Jackson publie un livre nommé Three Elizabethan Manuals of Fence. Ce livre contient les écrits de George Silver, Giacomo di Grassi, et Vincentio Saviolo. En 1965, Martin Wierschin publie une bibliographie concernant les traités d'escrime germanique, avec une transcription du Codex Ringeck accompagné d'un glossaire. Ce livre mène à la publication du libre, fondamental, de Hans-Peter Hils sur Johannes Liechtenauer en 1985.
Durant les années 1980 et les années 1990, Patri J. Pugliese prend l'initiative de photocopier des traités pour les distribuer aux personnes intéressées, ce qui accélère grandement la recherche. En 1994, est publié pour la première fois le Hammerterz Forum, une newsletter consacrée à l'histoire de l'escrime. À la fin des années 1990, des traductions et des interprétations de sources historiques commencent à apparaître aussi bien sur papier qu'en ligne.

### La communauté des AMHE aujourd'hui

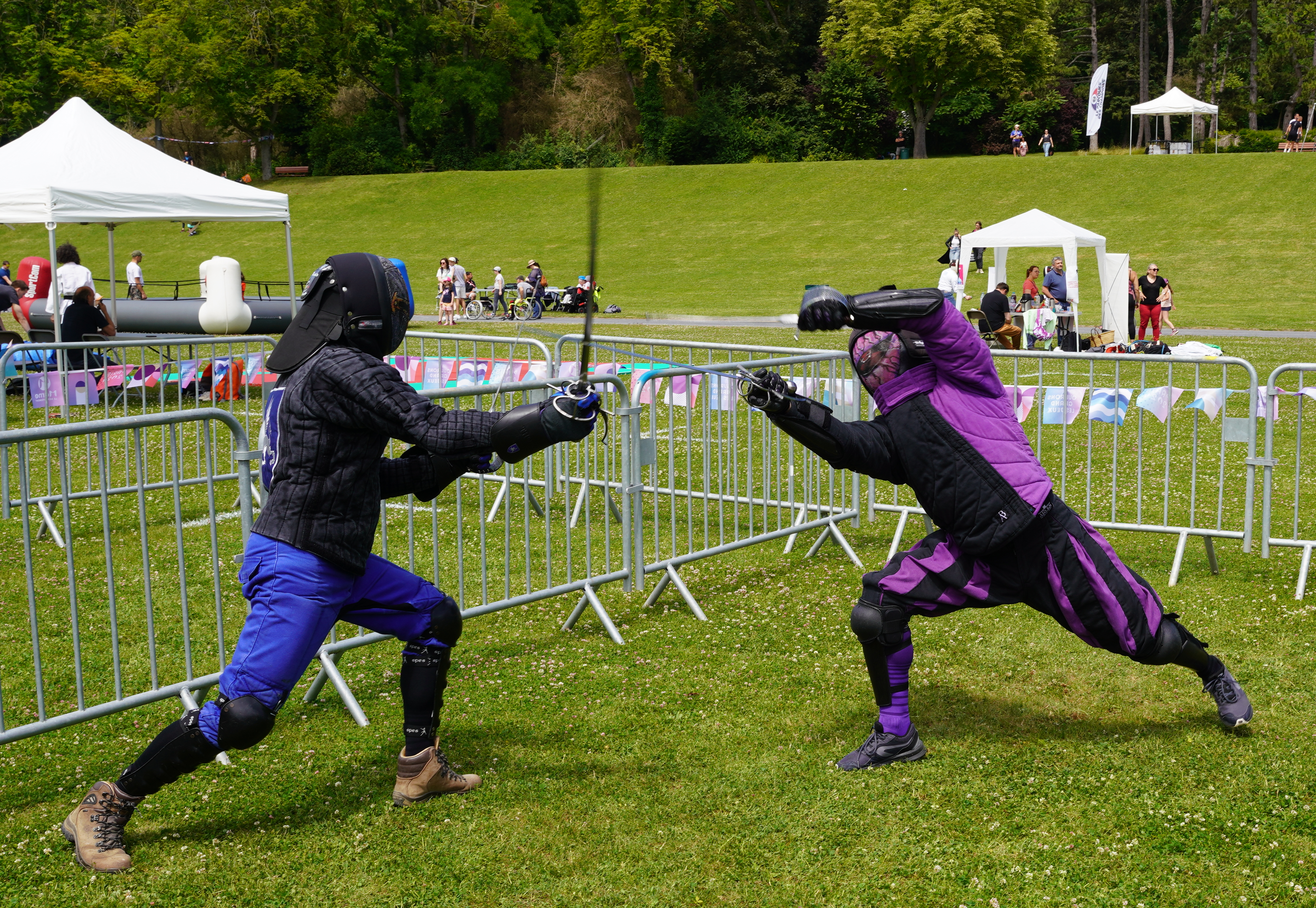
Pratiqué au sein de l'association Ex Machina.

L'HEMAC (Historical European Martial Arts Coalition) est fondée en 2001. Elle regroupe des individus (et non des clubs) de toute l'Europe, après une procédure d'adhésion stricte. L'HEMAC est fondée à Dijon, lors d'une rencontre internationale qui a lieu tous les ans depuis, et qui regroupe plusieurs centaines de personnes pour des ateliers et des tournois. Cette fondation doit indirectement beaucoup à la faculté d'Histoire de l'Université de Bourgogne, dont sont originaires les membres fondateurs de l'association De Taille et d'Estoc, la plus grande association française d'AMHE.
La rencontre internationale FightCamp a lieu quant à elle depuis 2004, elle est organisée par l'association Schola Gladiatoria, de Londres.
Depuis 2006, à Göteborg en Suède, est organisée le tournoi Swordfish. Ce tournoi est organisé par la Gothenburg Historical Fencing School (GHFS). Il s'agit d'un des plus grands événements annuels de la communauté et il est considéré comme « la coupe du monde des AMHE »,.
Les pratiquants et clubs se regroupent petit à petit au sein de fédérations ou associations internationales. À titre d'exemple, en France, certains clubs sont regroupés dans le giron de la Fédération Française des AMHE (FFAMHE) (non reconnue par le Ministère des sports) créée en 2011 tandis que d'autres restent indépendants ou se dirigent vers la FFE (Fédération française d'escrime) à condition qu'ils restent dans le cadre de l’apprentissage du maniement de l'épée, c'est le « Combat Historique ». 
En 2012, c'est au tour des Suisses de créer la FSAMHE. 
Le 8 février 2014 l'IFHEMA, une fédération internationale est créée ; elle regroupe à sa création les fédérations des pays suivants : Suisse, Slovénie, Slovaquie, Espagne, Autriche, Belgique, Pologne, Hongrie, et la France.

## Démarche
La méthode d'étude se fonde à la fois sur des sources historiques (traités d'époque et autres documents) ainsi que sur une reconstitution sécurisée armes à la main. Cette reconstitution, après une phase d'étude permettant de valider son bien-fondé, peut avoir plusieurs finalités :
- d'une part, une finalité didactique, comme la présentation à un public de techniques de combat réalistes (en costume d'époque ou non) ;
- d'autre part, une finalité académique, permettant par la pratique expérimentale de remettre en cause le consensus de la communauté de la recherche historique sur la connaissance sur les armes, les équipements militaires, les techniques de combat historiques ;
- enfin, pour les armes dont la forme des gestes techniques s'est plus ou moins stabilisée dans la communauté (lutte, épée longue, sabre...), les AMHE peuvent aboutir à des tournois de caractère sportif et compétitif[17],[18] avec un équipement de protection moderne.

En cela, les AMHE se distinguent des pratiques "cousines" suivantes, bien que les AMHE drainent des personnes issues d'une ou plusieurs de ces communautés:
- l'escrime sportive où la pratique est réglementée et les armes de type bien spécifique
- l'escrime artistique qui, destinée à la représentation en spectacle, nécessite des sacrifices certains sur le réalisme afin de gagner en lisibilité et en attrait pour le spectateur, les combats étant alors bien souvent chorégraphiés
- la reconstitution historique
- le jeu de rôles grandeur nature.

### Champs d'étude
Le champ d'étude est limité dans le temps et dans une zone géographique précise.

#### Champs d'étude: géographique et temporel
Les AMHE ne visent que les techniques qui ont pu être utilisées en Europe avant le  XXe siècle. Ainsi, dans la mesure où les arts martiaux orientaux ont été introduits en Europe plutôt au cours du XXe siècle ils ne font pas partie du domaine étudié.
Les AMHE s'intéressent aux techniques de combat des origines les plus anciennes jusqu'à 1914. On rassemble les grandes périodes en deux groupes :
- Groupe I : Pas ou peu de documents écrits
  - la proto-histoire (pour les États grecs, les Celtes…)
  - l'Empire romain (l'armée après la guerre des Gaules, les troupes auxiliaires, les gladiateurs)
  - Haut Moyen Âge et Moyen Âge central (476 - chute de l'Empire romain occidental jusqu'à l'an 1300)

- Groupe II : Des documents décrivent les techniques en détail
  - le Moyen Âge tardif (1300 - 1492) (épée longue, épée et bocle, messer, hache d'armes…)
  - la Renaissance (1450 - 1550)* et l'époque Moderne (1492 - 1789) (escrime bolonaise, rapière, épée de cour…)
  - l’Époque contemporaine (1789 à nos jours) XIXe siècle et le début du XXe siècle (lutte, boxe, canne de combat, bâton de combat, baïonnette, escrime classique, fleuret, épée et sabre).

#### Champs d'étude: techniques visées
Par convention, les armes de jet et les armes à feu sont exclues du champ d'étude des AMHE.
Entrent donc dans le cadre des AMHE :
- les techniques de mains nues (boxes, lutte…)

- les techniques à l'arme blanche que l'on nomme escrime
- les techniques aux armes d'hast

### Méthodes
En tant que démarche qui se veut historique, les AMHE se fondent sur des sources fiables, en particulier écrites, parfois iconographiques. Selon les périodes, celles-ci sont plus ou moins nombreuses. Leur accès a été grandement facilité par les nouvelles technologies de l'information, permettant de mettre en ligne des traités en mode image.
La transcription des sources se révèle toujours utile puisqu'elle rend la source plus lisible et également permet un travail plus précis (recherche de termes, comptage, traduction…). Les sources écrites doivent faire l'objet de traductions pour les rendre accessibles aux chercheurs et au plus vaste public intéressé. Comme toute traduction, se posent de délicates questions d'interprétation de certaines termes techniques et de leur transposition dans une autre langue, sans que le vocabulaire moderne ne parasite le sens ancien.
Les textes établis (et révisables) il est possible de reconstituer les techniques, transformant alors les mots en gestes. Cette reconstitution pose de nombreuses difficultés. Le matériel utilisé doit correspondre à celui de l'époque ; cependant, la reconstitution étant sécurisée au maximum, il est nécessaire d'adapter les équipements (tant l'arme que les protections), et parfois de limiter les gestes. Il existe aussi des barrières mentales liées à la peur du risque.
La phase de reconstitution éclaire les sources et permet de valider l'interprétation : la traduction ou les commentaires sont en conséquence modifiés. La phase finale (l'interprétation plus assurée) permet de s'entraîner, de transmettre, de pratiquer les techniques en opposition sous forme d'assaut.